# Irenej Bulović
Irenej Bulović, rojen kot Mirko Bulović , srbski pravoslavni duhovnik, bazilijanec in bački škof, * 11. februar 1947, Stanišić, Sombor, Avtonomna pokrajina Vojvodina, FLRJ.

## Življenjepis
Od 1989 do 1990 je bil moraviški škof.

### Delovanje
Znan je po svojem ekumenskem delu in sodelovanju v pogovorih med različnimi krščanskimi skupnostmi: katoličani, pravoslavnimi, protestanti in anglikanci.
Ima tudi dobre stike s katoliškimi škofi v Srbiji, zlasti z beograjskim metropolitom Stanislavom Hočevarjem. Nekaj tako samo po sebi umevnega, kot so dobri odnosi med ljudmi ter zbliževanje med kristjani, pa se srečuje v balkanski sredini vsakodnevno tudi z neverjetnimi predsodki in hudimi nasprotovanji.
Pogosto pa se njegovo ime omenja v srbskem dnevnem tisku, ki mu večkrat pripisuje zagovarjanje nekaterih skrajnih stališč, zlasti glede "vročih" tem, kot so Vojvodina, Kosovo, Makedonija in podobne; večkrat pa poskrbi za uveljavitev dobrega imena tudi prek sodišča:
- Aktivistu Antifašistične akcije Novega Sada Zoranu Petakovu je izrečen ukrep za sto dni hišnega pripora v zameno za stodnevno zaporsko kazen, ker je v neki televizijski oddaji dejal, da Srbska pravoslavna Cerkev (SPC) podpira določene skrajne skupine v Srbiji. Petakov je tedaj episkope Artemija, Amfilohija, Atanasija in Irineja označil za "štiri jahače apokalipse".[2][3][4][5]Zaradi zastarelosti primera je časnikarju medtem bila kazen oproščena.